# 和歌山県道31号田辺白浜線
和歌山県道31号田辺白浜線（わかやまけんどう31ごう たなべしらはません）は、和歌山県田辺市から西牟婁郡白浜町に至る主要地方道（県道）である。

## 概要
国道424号の起点・礫坂交点から国道42号交点の田鶴交点まで通称熊野街道といわれる。この礫坂から田鶴の区間は、田辺バイパスが開通するまで国道42号と重複していた。交通量の多い国道42号と重複していただけでなく、この区間は市街地を通るため、田辺バイパスが開通するまで渋滞することが多かった。

### 路線データ
- 陸上距離：12.1 km　（実延長：12.112km）
- 起点：田辺市湊（湊交差点＝和歌山県道29号田辺龍神線・和歌山県道32号紀伊田辺停車場線・和歌山県道206号文里湊線交点）
- 終点：西牟婁郡白浜町（和歌山県道34号白浜温泉線交点）

## 歴史
- 1954年（昭和29年）
  - 1月20日 - 建設省（現・国土交通省）が主要地方道田辺白浜線を指定。
  - 4月6日 - 和歌山県が主要地方道10号田辺白浜線を認定。
- 1993年（平成5年）5月11日 - 建設省から、主要県道田辺白浜線が田辺白浜線として主要地方道に再指定される[1]。
- 1994年（平成6年）4月1日 - 案内上の県道番号を「31」とする。

## 路線状況

### 重複区間
- 国道42号（田辺市新庄町・田鶴交差点 - 西牟婁郡上富田町岩崎・郵便橋交差点）
- 和歌山県道33号南紀白浜空港線（西牟婁郡白浜町堅田・藤島交差点 - 空港入口交差点）

## 地理

### 通過する自治体
- 田辺市
- 西牟婁郡
  - 上富田町
  - 白浜町

### 交差する道路
田辺市
- 和歌山県道29号田辺龍神線・和歌山県道32号紀伊田辺停車場線・和歌山県道206号文里湊線（起点）
- 国道424号（田辺市東山・礫坂交差点）
- 和歌山県道211号文里港線（田辺市新庄町・橋谷交差点）
- 和歌山県道216号温川田辺線（田辺市新庄町）
- 和歌山県道33号南紀白浜空港線・国道42号（田辺市新庄町・田鶴交差点）

西牟婁郡上富田町
- 紀勢自動車道 上富田IC
- 国道311号（西牟婁郡上富田町岩崎）
- 国道42号・和歌山県道212号栄岩崎線（西牟婁郡上富田町岩崎・郵便橋交差点）

西牟婁郡白浜町
- 和歌山県道214号白浜停車場線（西牟婁郡白浜町堅田・堅田交差点）
- 和歌山県道33号南紀白浜空港線（西牟婁郡白浜町堅田・藤島交差点）
- 和歌山県道33号南紀白浜空港線（西牟婁郡白浜町堅田・空港入口交差点）
- 和歌山県道34号白浜温泉線（西牟婁郡白浜町白浜・棧橋交差点）
- 和歌山県道34号白浜温泉線（終点）